# Чалео Йювідья
Чалео Йювідья (тай. เฉลียว อยู่วิทยา; 17 серпня 1923 — 17 березня 2012) — таїландський підприємець і інвестор. Відомий як творець напою «Кратінг Даенг» (тай. กระทิงแดง) і створеного на його основі марки енергетичних напоїв Red Bull. На момент його смерті в 2012 році займав третє місце серед найбагатших людей Таїланду, маючи статки, які оцінювалися в 5 млрд доларів США.

## Біографія
Відомості про ранні роки життя Чале Йювідья суперечливі. За найбільш поширеною версією, він народився в центральній частині Сіаму між 1922 і 1932 роком в бідній тайсько-китайській сім'ї. Його батьки вирощували качок і торгували фруктами в Пхічіті. Батько походив із Китаю, емігрував з провінції Хайнань.
Не отримавши шкільної освіти, Чалео Йювідья почав працювати разом з батьками, потім переїхав до Бангкоку. Він став продавати антибіотики, а на початку 1960-х заснував власну фармацевтичну компанію TC Pharmaceuticals. Через деякий час, після, за його власними словами, «божественного натхнення», Йювідья розробив енергетичний напій «Кратінг Даенг», який вийшов на ринок в 1976 році. На емблемі продукту були зображені два великих червоних бика, що атакують один одного. Зображувалася не домашня худоба, а дикий гаур, відомий в Південно-Східній Азії під назвою тайською мовою як кратінг (тай. กระทิง).
Австрійський підприємець Дітріх Матешиц, що працював на німецьку компанію Blendax, дізнався про напій на початку 1980-х років. Він виявив, що Krating Daeng дозволяє позбутися від джетлага, і в 1984 році уклав партнерську угоду з Йювідьєю, щоб почати продажі в Європі. У 1987 році експортний варіант під маркою Red Bull надійшов на ринок. Йювідья в партнерстві надавав оригінальний рецепт напою, а Матешіц адаптував його до смаків європейців і займався маркетингом. Кожен вклав у справу по 500 000 Доларів США, отримавши по 49 % франшизи, решта 2 відсотки були передані Чалерму Йювідьї, синові Чалео Йювідьї. Крім цієї марки, Чалео Йювідья залишався власником TC Pharmaceuticals, що випускала і інші енергетичні напої, а також був співвласником приватної лікарні П'яват.
Сім'я Йювідья також володіє ексклюзивними правами на імпорт в Таїланд автомобілів компанії Ferrari.
17 березня 2012 року Чалео Йювідья помер у Бангкоку від природних причин.